# Cornelio Saavedra
Cornelio Saavedra (Potosí, 1759 – Buenos Aires, 1829) è stato un politico argentino.
Membro del cabildo di Buenos Aires dal 1799, nel 1810, dopo la Rivoluzione di Maggio, fu messo a capo della Prima Giunta di governo autonomo, dalla quale estromise i radicali di Mariano Moreno. Nel 1811 Saavedra tentò di prendere il Perù, ma fu sconfitto e dovette abbandonare il potere.
Trasferitosi in Cile, tornò in Argentina nel 1816. Qui fu nominato capo di stato maggiore, ma nel 1821 si dimise e si ritirò dalla politica.